# 한일홀딩스
한일홀딩스는 한일시멘트, 한일현대시멘트, 서울랜드등을 중심으로 한 지주회사이다. 2018년 7월 투자부문을 담당하는 지주사로 전환되었다.

## 개요
기존 한일시멘트가 제조업을 영위하는 (신)한일시멘트로 인적분할함에 따라 변경되어 상장된 회사이다. 지주회사로 자회사 및 피투자회사 지분의 관리 및 투자를 목적으로 한다.
연결 종속회사로 한일시멘트, 한일현대시멘트, 서울랜드 등이 있다.

## 주요 연혁
- 1961년 12월 28일: 한일시멘트주식회사 설립.
- 1969년 11월 20일: 유가증권시장 상장.
- 2018년 7월 1일: 시멘트, 레미콘, 레미탈 사업부문을 (신)한일시멘트주식회사로 인적분할하고, 한일홀딩스주식회사로 상호 변경.
- 2020년 4월 11일: 본점을 서울특별시 강남구 강남대로 330에서 서초구 효령로 275로 이전.

## 같이 보기
- 한일시멘트
- 한일현대시멘트
- 서울랜드